# Hooggerechtshof van Virginia

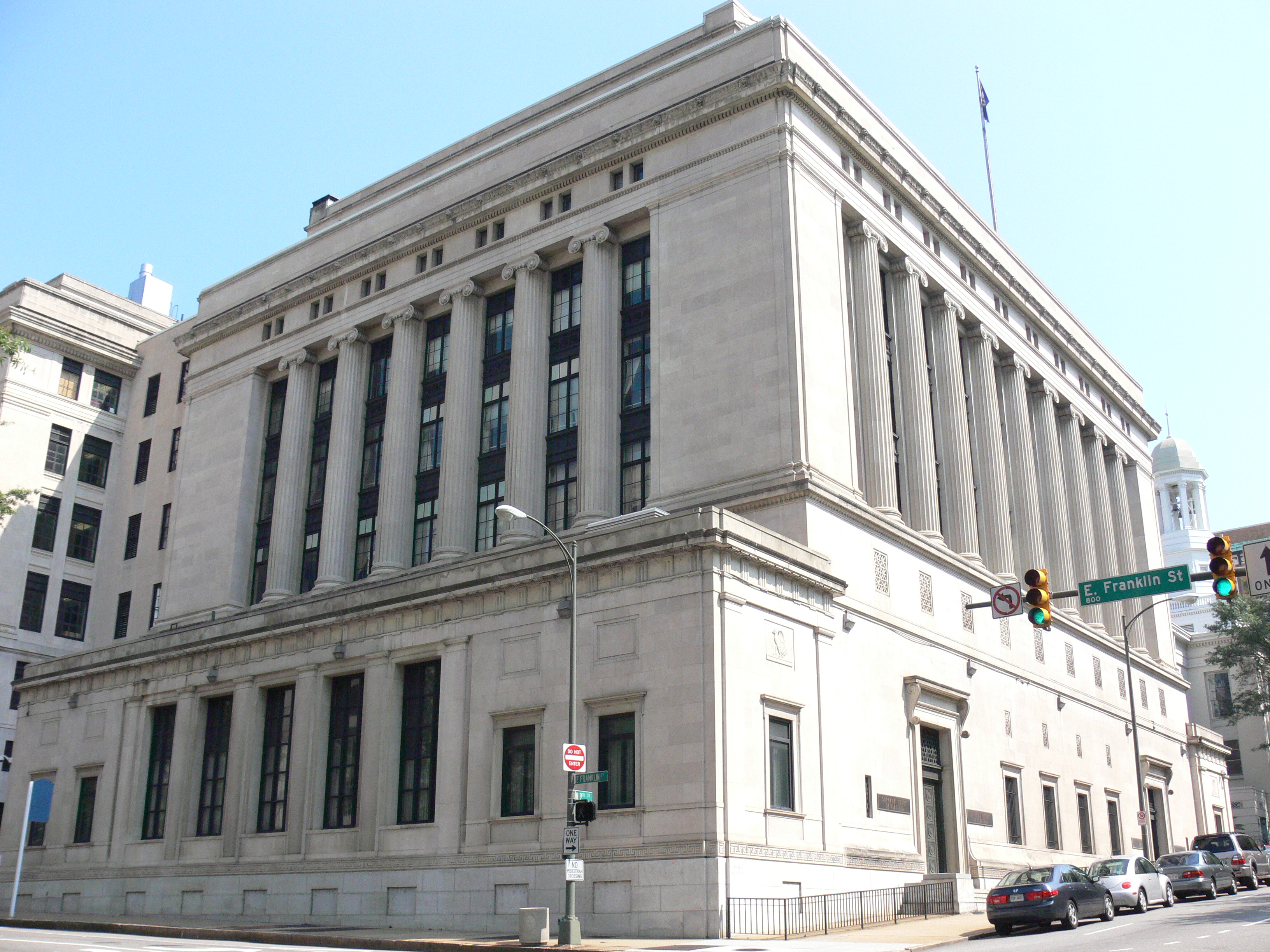
Supreme Court of Virginia Building

Het Hooggerechtshof van Virginia is de hoogste rechtssprekende bevoegdheid in de deelstaat Virginia van de Verenigde Staten en een van de oudste nog bestaande gerechtshoven in Amerika.
De wortels van het hooggerechtshof liggen in de 17e eeuw, toen in 1606 door de Britten de kolonie Jamestown werd gesticht en het Engelse rechtssysteem werd ingevoerd. In 1623 creëerde het House of Burgesses, de wetgevende macht van Virginia, een rechtbank waar men in beroep kon gaan tegen eerder gedane uitspraken. In 1779, aan de vooravond van de oorlog tegen de Britten, werd het gerechtshof omgevormd tot het Supreme Court of Appeals. Deze rechtbank werd in 1970 met de invoering van een nieuwe grondwet in Virginia officieel omgedoopt tot het Supreme Court of Virginia.
Het gerechtshof bestaat uit zeven rechters. Deze worden gekozen middels een stemming in zowel de Eerste als Tweede Kamer van de wetgevende macht. Kandidaten moeten in Virginia woonachtig zijn en ten minste vijf jaar lid zijn geweest van de advocatuur aldaar.